# マネーモンスター
『マネーモンスター』（原題: Money Monster）は、2016年にアメリカ合衆国で公開されたサスペンス映画である。監督はジョディ・フォスター、製作・主演はジョージ・クルーニーが務める。

## あらすじ
人気番組「マネーモンスター」で司会を務めるリー・ゲイツは、番組内でアイビス社の株を使った資産運用の方法を紹介する。数日後、アイビス社の株が暴落して膨大な損失が生じたことが報じられ、番組はアイビス社CEOのウォルトにインタビューする企画が立てられ、その日を迎える。
CEOのウォルトが飛行機のトラブルで番組に出演できず、社の広報担当ダイアンがインタビューに応えると、リーに伝えられる。生放送を開始して、リーがプロデューサーのパティの指示を聞かずにアドリブ全開で番組を進める最中、謎の男がスタジオに現れる。視聴者も番組スタッフもリーの演出と考えたが、男は銃を取りだし発砲してリーを人質にとり、生放送の継続を主張する。パティはリーの身を案じて応じると、男は事件の動機を語りだす。
襲撃して来た男のカイルは、「番組の情報を信用してアイビスに投資したが、意図的な情報操作で株価は暴落した。真実を明らかにしろ。」とリーに要求する。リーを含む番組関係者は八つ当たりのような主張に困惑するが、リーを救うためにパティらはこの一件を調査し始めると徐々に事実が明らかになる。疑惑の核心が判明するとともに結末を迎える。

## 登場人物・キャスト
リー・ゲイツ
演 - ジョージ・クルーニー、日本語吹替 - 小山力也
人気番組『マネーモンスター』の司会者。軽快なトークが持ち味。
パティ・フェン
演 - ジュリア・ロバーツ、日本語吹替 - 深見梨加
『マネーモンスター』の番組ディレクター。有能な女性で、番組がジャックされた後も放送継続を決断する。
カイル・バドウェル
演 - ジャック・オコンネル、日本語吹替 - 花輪英司
番組ジャック犯。生放送中にスタジオに侵入し、拳銃と爆弾でリーを人質にする。数日前の『マネーモンスター』での情報を信じて「アイビス」の株を買い、全財産を失う。自身の大損は不正な情報操作によるものだと訴える。
ウォルト・キャンビー
演 - ドミニク・ウェスト、日本語吹替 - 中根徹
大企業「アイビス」のCEO。自社株の暴落はシステムのバグが原因であると主張。自家用ジェット機で行方をくらます。
ダイアン・レスター
演 - カトリーナ・バルフ、日本語吹替 - 恒松あゆみ
「アイビス」の広報担当。番組ジャックを見て自社に不信を抱き、調査を開始する。
マーカス・パウエル
演 - ジャンカルロ・エスポジート、日本語吹替 - 田中正彦
警部。現場で警察の指揮を執る。
ロン・スプレッチャー
演 - クリストファー・デナム、日本語吹替 - 中村章吾
『マネーモンスター』の番組プロデューサー。パティの指示で奔走するが、今一つ報われない。
レニー・リバティーノ
演 - レニー・ヴェニート、日本語吹替 - 野川雅史
カメラマン。番組ジャック後も撮影を続け、リーの行動を追う。
ネルソン
演 - クリス・バウアー、日本語吹替 - 蓮岳大
警部補。交渉人。
エイヴリー・グッドロー
演 - デニス・ボウトシカリス
「アイビス」のCFO。
モリー
演 - エミリー・ミード
カイルの恋人。妊娠中。
ブリー
演 - コンドーラ・ラシャド
『マネーモンスター』の番組アシスタント。
ウォン・ジュン
演 - アーロン・ヨー
ソウルにいる「アイビス」のクオンツ。

## 製作
2012年2月7日、ダニエル・ダビッキが自身の映画製作会社ジ・アレジアンス・シアターを立ち上げた際に、「Money Monster」という作品を制作する予定であると発表した。ダビッキはスチュアート・フォード率いるIMグローバルからの出資を受けた。同年10月11日、ジョディ・フォスターが本作のメガホンをとると報じられた。2014年5月、ララ・アラメディンが製作陣に加わることが決まった。
本作の脚本はアラン・ディ・フィオーレとジム・カウフが執筆した初稿をジェイミー・リンデンが加筆修正するという形で書き上げられた。
2014年5月8日、ジョディ・フォスターがジョージ・クルーニーを主演俳優に希望したと報じられた。同年7月、クルーニーの出演が正式に決まった。

### 撮影
2012年10月、本作の撮影が2013年初頭から開始されると報じられた。しかし、製作スケジュールに遅れが生じた。2014年7月、クルーニーが出演する『ヘイル、シーザー!』の撮影が終わり次第すぐに、本作の撮影に入ると報じられた。結局、主要撮影は2015年2月27日からニューヨークで開始された。4月8日には、ウォール街での15日間にわたる撮影が始まった。

## 興行収入
2016年5月13日、本作は全米3104館で公開され公開初週末に1478万ドルを稼ぎ出し、週末興行収入ランキング初登場3位となった。

## 評価
第69回カンヌ国際映画祭のコンペティション外で上映された際には、スタンディングオベーションが4分ほど続いた。

## 日本での放送・発売・配信
- マネーモンスター 【初回生産限定】[Blu-ray/DVD]  販売元：ソニー・ピクチャーズ エンタテインメント、発売日：2016年10月12日
  - <映像特典>
    - 未公開シーン（3種）
    - ミュージック・ビデオ：ダン・ジ・オートメーター （feat. デル・ザ・ファンキーホモサピアン） “What Makes the World Go' Round(MONEY!)”
    - 映画界の魔術師：ジョージ・クルーニー
    - サスペンスの舞台裏
    - 場面解説：ウォール街での決戦
    - ジョディ・フォスター監督 来日時インタビュー

  - <封入特典>
    - Newsweek日本版コラボレーション特製ブックレット（日本オリジナルデザイン）※初回版のみ

  - <外装特典>
    - 特製スリーブケース※Blu-ray初回版のみ
- 2016年9月21日からデジタル配信された。
- 2016年10月7日からBlu-ray/DVDのレンタルが開始された。